# Одеська обласна універсальна наукова бібліотека імені М. С. Грушевського
Одеська обласна універсальна наукова бібліотека ім. М. С. Грушевського — одна з найбільших і найстаріших книгозбірень Одеси, історія якої нараховує 125 років. Сучасна бібліотека заснована 1920 року як центральна робітнича бібліотека. Фонд універсальний 1,19 млн примірників.

## Становлення і розвиток
Бібліотека веде відлік свого існування від 1875 року, коли при Одеському товаристві взаємної допомоги прикажчиків-євреїв, на той час найбільшому в Російській імперії, була створена бібліотека.
Відкриття громадської бібліотеки відбулося 1 (13) червня 1875 року. Першого року існування її фонд становив 1138 томів, кількість читачів нараховувала 127 осіб.
1885 року в бібліотеці відкрито відділення книг давньоєврейською мовою «HEBRAICA», яке 1888 року налічувало 2000 томів. Відділ був єдиним і найкращим сховищем давньоєврейської літератури в Росії після імператорської Публічної бібліотеки у Санкт-Петербурзі. Того ж року при бібліотеці відкрито відділ «JUDAICA».
1920 року бібліотеку було націоналізовано. Спершу вона називалась «Центральна Комунальна бібліотека», потім — Центральна губернська, потім — «Центральна округова бібліотека ім. Жовтневої революції». Бібліотека зростала дуже швидко, після реорганізації та об'єднання з іншими бібліотеками її фонд налічував 75 тис. книг і вона стала однією з ланок ідеологічної роботи, центром бібліотечної діяльності округу і м. Одеси.
1927 року книжковий фонд Бібліотеки налічував 150793 книг, було 17 765 читачів. У середньому за добу бібліотеку відвідувало 1014 читачів; пересувний фонд був представлений 90 обмінними пунктами. Запрацював відділ для юнацтва. Відділ села займався забезпеченням сільських бібліотек книгою, підготовкою бібліотекарів. Кадровий склад Бібліотеки в ті роки становив 48 фахівців, велика кількість яких — з вищою освітою.
1937 року бібліотеці було присвоєно ім'я В. І. Леніна. У 1940 р. Бібліотека обслуговувала 27 тис. читачів, мала книжковий фонд 255 598 прим. Міжбібліотечний абонемент обслуговував, крім бібліотек міста, 33 районні й 16 сільських бібліотек. Штат бібліотеки виріс до 93 осіб.

## Бібліотека у роки Німецько-радянської війни
1941 року під час оборони Одеси бібліотека не припиняла своєї роботи до 15 жовтня 1941 року, продовжуючи обслуговувати читачів на абонементі і в читальному залі, а також госпіталі й евакуаційні пункти. Після вступу в Одесу 16 жовтня 1941 р. румунсько-німецьких військ приміщення бібліотеки було захоплено румунською військовою частиною, і лише 27 листопада 1941 р. бібліотека відновила роботу.
Бібліотеку було пошкоджено: понад 100 тис. книг було скинуто з полиць, частина меблів зникла. Всю зиму 1941-го працювали в неопалюваному приміщенні.
У квітні 1942 р. розпочався вивіз літератури до Румунії. Так звана «Трофейна комісія» за наказом румунської влади вивезла до Румунії понад 1000 книг і журналів енциклопедичного, історичного, релігійного характеру. 90 томів марксистсько-ленінської літератури призначалися на знищення. Були вивезені і знищені всі книги єврейською мовою. Загальна кількість літератури, вивезеної з бібліотеки, становила 4970 прим. Крім того, до 40 тис. книг загинули в 1941 р. на пересувках.
Весь 1942 рік Бібліотека була закрита для читачів — працівники бібліотеки розбирали і впорядковували книжкові фонди. Лише в січні 1943 р. румунська влада дозволила відкрити бібліотеку, об'єднавши обласну бібліотеку ім. В. І. Леніна і обласну бібліотеку для дітей і юнацтва ім. Н. К. Крупської (яка знаходилася на 4-му поверсі цього ж будинку), під назвою «Центральна міська бібліотека». Працювали абонемент, дитячий абонемент, а з травня 1943 р. — дитяча читальня. Читання було платним. Читачі — переважно службовці, учнівська молодь і школярі.
Щодо української літератури, то спершу її видача зовсім була заборонена. Лише наприкінці 1943 р. було дозволено у зв'язку з попитом читачів, особливо дітей, видавати українські книжки. Після звільнення Одеси від румунсько-німецьких окупантів 10 квітня 1944 р., 18 квітня бібліотека почала обслуговувати читачів — відкрилася читальня для дорослих, дитячий філіал. Почалося комплектування літературою через Держлітфонд. Відновлено роботу довідково-бібліографічного сектору, відділу обробки, відділу літератури іноземними мовами, пересувного фонду.

## Після Німецько-радянської війни
У 1950-х роках бібліотека запрацювала у повну силу. Бібліотека надавала методичну і практичну допомогу районним і міським бібліотекам, сільським і клубним бібліотекам, колгоспним та МТС, бібліотекам різних відомств та установ. Книжковий фонд бібліотеки становив 300 тис. прим., читачами бібліотеки було 21,5 тис. осіб, яким протягом року було видано 648 тис. прим.
1966 року бібліотека стала науковою. Створені спеціалізовані відділи з питань сільського господарства, техніки, мистецтва, відділ літератури іноземними мовами, сектор краєзнавства тощо.
У бібліотеці працювали різноманітні читацькі об'єднання: краєзнавчий клуб «Зірки Одеси», клуб молодих поетів, клуб «Дачник».
З 1996 р. бібліотека першою в Україні започаткувала щорічні фестивалі української книги пам'яті М.Грушевського.
8 липня 1998 р. Постановою Кабінету Міністрів України бібліотеці було присвоєно ім'я Михайла Грушевського.
Нині[коли?] бібліотека — обласний методичний і науковий центр. Для бібліотек Одеської області (873 сільські бібліотеки, 33 — ЦБС) розробляються методико-бібліографічні поради, покажчики, консультації, проводяться семінари, наради, виїзди до бібліотек, соціологічні і наукові дослідження.
Станом на 2000 р. в структурі бібліотеки було 18 відділів та секторів. працювало понад 70 фахівців, з яких 80 % мали вищу освіту.